# Svetovno prvenstvo v biatlonu 1966
Svetovno prvenstvo v biatlonu 1966 je sedmo svetovno prvenstvo v biatlonu, ki je potekalo med 4. in 6. februarjem 1966 v Garmisch-Partenkirchnu, Zahodna Nemčija, v dveh disciplinah za moške. Prvič je potekala štafetna tekma.

## Dobitniki medalj

### Moški
| Disciplina | Zlato                                                              | Zlato     | Srebro                                                                                         | Srebro    | Bron                                                                     | Bron      |
| 20 km      | Jon Istad                                                          | 1:38:21,8 | Józef Gąsienica Sobczak                                                                        | 1:39:19,9 | Vladimir Gundarcev                                                       | 1:39:53,6 |
| 4 x 7,5 km | Norveška · Jon Istad · Ragnar Tveiten · Ivar Norkild · Olav Jordet | 2:19:53,9 | Poljska · Józef Gąsienica Sobczak · Stanisław Szczepaniak · Stanisław Łukaszczyk · Józef Rubiś | 2:24:03,8 | Švedska · Olle Petrusson · Tore Eriksson · Holmfrid Olsson · Sture Ohlin | 2:25:38,8 |

## Medalje po državah
| Poz | Država          | Zlato | Srebro | Bron | Skupaj |
| 1   | Norveška        | 2     | 0      | 0    | 2      |
| 2   | Poljska         | 0     | 2      | 0    | 2      |
| 3   | Sovjetska zveza | 0     | 0      | 1    | 1      |
| 3   | Švedska         | 0     | 0      | 1    | 1      |